# Берн, Шейн (регбист)
Джеймс Шейн Бёрн (англ. James Shane Byrne, родился 18 июля 1971 года в Охриме) — ирландский регбист, выступавший на позиции хукера. Известен под прозвищами «Манч» и «Маллет» (по своей причёске).

## Игровая карьера
Уроженец города Охрим (графство Уиклоу). Занимался гэльским футболом до 16 лет в местной команде, учился в колледже Блэкрок в Дублине. Большую часть своей игровой карьеры провёл в клубе «Ленстер», проведя в феврале 2003 года свою сотую игру за клуб. Летом 2005 года перешёл на два года в английский клуб «Сарацины», откуда в 2007 году вернулся в Ирландию.
В сборной Ирландии он не был твёрдым игроком основы вплоть до ухода Кита Вуда. В 2001 году он дебютировал на матче отборочного турнира Кубка мира в Румынии и затем стал твёрдым игроком основы сборной, сыграв с 2001 по 2005 годы 41 встречу за Ирландию и занеся три попытки. Одну из этих попыток он занёс в 2004 году в матче против Уэльса в Кубке шести наций. В 2005 году Бёрн впервые попал в британскую сборную «Британские и ирландские львы», во время её турне по Новой Зеландии сыграл в первом и третьем тест-матчах против «Олл Блэкс».

## После карьеры игрока
Бёрн участвовал в ряде телепроектов: так, в рамках проекта Charity You're A Star телекомпании RTÉ он представлял благотворительную ассоциацию GOAL; также с ноября 2016 года он является ведущим шоу Know The Score. В апреле 2012 года он снялся в шоу «Come Dine with Me», а в 2014 году снялся в полнометражном фильме «Мальчики миссис Браун».
В июне 2008 года Бёрн вернулся к карьере игрока в гэльский футбол, заняв позицию центрального защитника в клубе «Охрим» и сыграв матч против «Кулкенно» в рамках младшей лиги C, который команда проиграла: по ходу матча Бёрн перешёл даже на позицию нападающего, но это не помогло команде избежать разгромного поражения. Помимо этого, с июня 2010 года Бёрн является членом онлайн-сообщества RuckingBall.com, занимающегося развитием детского регби в Ирландии. В настоящее время он является директором компании Arklow Waste Disposal и главой отдела операций Focus International Property.

## Семья
Супруга — Кэролайн, родом из графства Монахан. Дети: близнецы Алекс и Керри.